# 魏增一
武仙座51，又名BD+24 3069，HD 152326、SAO 84651、HR 6270，是武仙座的一颗恒星，视星等为5.04，位于銀經44.73，銀緯36.42，其B1900.0坐标为赤經16h 47m 36.5s，赤緯+24° 36.42′ 28″。